# المتحف البريطاني يسقط (رواية)
المتحف البريطاني يسقط (بالإنجليزية: The British Museum Is Falling Down)‏ هي رواية للكاتب البريطاني ديفيد لودج، نشرت عام 1965، عن دار نشر ماك غيبون آند كي.